# 忘了我是誰
《忘了我是誰》（英語：The Majestic）是一部2001年美國歷史愛情片，由法蘭·達拉本特執導，麥可·斯洛恩編劇，講述1951年的好萊塢編劇被懷疑是共產主義者；在因車禍而失憶後，他被一座小鎮的市民收留，他們誤認為他是當地居民，在二戰期間在軍隊服役期間任務中失蹤。主演陣容包括金·凱瑞、鮑勃·巴拉班、布蘭特·布利斯科、傑佛瑞·狄蒙、阿曼達·達特曼、艾倫·加菲爾德、賀爾·賀爾布魯克、蘿莉·荷登、马丁·兰道、羅恩·里夫金、大衛·歐格登·史戴爾斯和詹姆斯·惠特摩。
電影於加利福尼亚州芬代尔拍攝而成。《忘了我是誰》於2001年12月21日在美國正式上映。該片中金·凱瑞的表演風格與此前憑藉喜劇成名的他背道而馳。電影上映後評價兩極分化，票房慘賠。

## 演員
- 金·凱瑞飾演彼得·艾普爾頓（Peter Appleton）
- 鮑勃·巴拉班飾演艾文·克萊德（Elvin Clyde）
- 布蘭特·布利斯科（英语：Brent Briscoe）飾演塞西爾·科曼（Cecil Coleman）
- 傑佛瑞·狄蒙（英语：Jeffrey DeMunn）飾演厄尼·柯爾（Ernie Cole）
- 阿曼達·達特曼（英语：Amanda Detmer）飾演桑德拉·辛克萊（Sandra Sinclair）
- 艾倫·加菲爾德（英语：Allen Garfield）飾演李歐·庫貝爾斯基（Leo Kubelsky）
- 賀爾·賀爾布魯克飾演眾議員道爾（Congressman Doyle）
- 蘿莉·荷登飾演艾黛兒·史丹頓（Adele Stanton）
- 马丁·兰道飾演哈利·特林布爾（Harry Trimble）
- 羅恩·里夫金（英语：Ron Rifkin）飾演凱文·班納瑪（Kevin Bannerma）
- 大衛·歐格登·史戴爾斯（英语：David Ogden Stiers）飾演史丹頓醫生（Doc Stanton）
- 詹姆斯·惠特摩飾演史丹·凱勒（Stan Keller）
- 布魯斯·坎貝爾飾演布雷特·阿姆斯特朗（Brett Armstrong）
- 克利夫·柯蒂斯飾演拉蒙·哈蒙（Ramón Jamón）
- 麥特·戴蒙僅以聲音客串飾演路克·特林布爾（Luke Trimble）[4]

## 製作
主體拍攝於2001年3月5日開始，於洛杉矶和北加利福尼亞州進行製作。

## 外部連結
- 互联网电影数据库（IMDb）上《忘了我是誰》的资料（英文）
- Box Office Mojo上《忘了我是誰》的資料（英文）
- 豆瓣电影上《忘了我是誰》的資料 （简体中文）
- 爛番茄上《忘了我是誰》的資料（英文）
- Metacritic上《忘了我是誰》的資料（英文）